# Doris bicolor
Doris bicolor is een slakkensoort uit de familie van de Dorididae. De wetenschappelijke naam van de soort werd voor het eerst geldig gepubliceerd in 1884 door Bergh als Staurodoris bicolor.